# Bactrocera finitima
Bactrocera finitima
 es una especie de díptero que Drew describió por primera vez en 1989. Bactrocera finitima pertenece al género Bactrocera de la familia Tephritidae.  